# Muzeum Ziemi Mogileńskiej w Chabsku
Muzeum Ziemi Mogileńskiej w Mogilnie z siedzibą w Chabsku – muzeum z siedzibą we wsi Chabsko (powiat mogileński). Placówka jednostka organizacyjną gminy Mogilno.
Muzeum powstało w 2002 roku, natomiast otwarcie miało miejsce w maju 2003 roku. W ramach wystaw stałych prezentowane są następujące ekspozycje:
- archeologiczna, obejmująca eksponaty pochodzące z wykopalisk na Ziemi Mogileńskiej oraz częściowo na terenie Wielkopolski, datowane na okres od neolitu po średniowiecze,
- historyczna, zawierające pamiątki związane z historią tutejszych ziem, w szczególności pochodzące z terenów gmin: Mogilno, Dąbrowa, Strzelno, Trzemeszno, Orchowo, Jeziora Wielkie oraz Pakość.
- etnograficzna, prezentująca kulturę ludową tych terenów, związaną z wpływami takich krain geograficznych jak Wielkopolska, Kujawy i Pałuki.
- historyczna, ukazująca dzieje duchowieństwa katolickiego oraz obiektów sakralnych. W ramach ekspozycji prezentowane są pamiątki po prymasie Polski kard. Józefie Glempie oraz księżach: Mieczysławie Brodowskim, Tadeuszu Zielińskim oraz Stanisławie Obarskim.

Muzeum jest obiektem całorocznym, czynnym z wyjątkiem poniedziałków. Wstęp jest płatny.
Przy muzeum ma swoją siedzibę Towarzystwo Przyjaciół Muzeum Ziemi Mogileńskiej w Mogilnie.